# Vivendo e Aprendendo (álbum)
Vivendo e Aprendendo é um álbum de estúdio do cantor e compositor brasileiro Eduardo Costa, foi lançado em 31 de julho de 2015 pela Sony Music. O álbum contém 14 faixas inéditas compostas pelo próprio cantor e 1 regravação como faixa bônus intitulado "Um Louco" da dupla sertaneja Zé Henrique & Gabriel .

## Lista de faixas
| N.º            | Título                   | Duração  |  |
| 1.             | "Pronto Falei"           | 3:34     |  |
| 2.             | "Você Tem Razão"         | 3:21     |  |
| 3.             | "Eu Amei Demais"         | 3:14     |  |
| 4.             | "Fala"                   | 3:24     |  |
| 5.             | "Vivendo e Aprendendo"   | 3:40     |  |
| 6.             | "Por Vinte Anos"         | 3:16     |  |
| 7.             | "Sapequinha"             | 3:11     |  |
| 8.             | "Apelou Perdeu"          | 3:07     |  |
| 9.             | "Tem Que Ter um Fim"     | 3:51     |  |
| 10.            | "Se Deus Quiser"         | 3:42     |  |
| 11.            | "Eu, Você e Deus"        | 3:27     |  |
| 12.            | "Uma Nova História"      | 3:08     |  |
| 13.            | "Me Matou Morreu"        | 3:41     |  |
| 14.            | "Eu Apostei"             | 3:24     |  |
| 15.            | "Um Louco" (Faixa Bônus) | 3:26     |  |
| Duração total: | Duração total:           | 00:51:35 |  |

## Desempenho nas tabelas musicais
| Críticas profissionais | Críticas profissionais |
| Avaliações da crítica  | Avaliações da crítica  |
| Fonte                  | Avaliação              |
| ---------------------- | ---------------------- |
| Notas Musicais         | [ 6 ]                  |

| Parada musical (2015)        | Melhor posição |
| ---------------------------- | -------------- |
| Brasil (TOP 20 Semanal ABPD) | 1              |